# Дрејтон Вали (Алберта)
Дрејтон Вали (енгл. Drayton Valley) је варош у централном делу канадске провинције Алберта и део је статистичке регије Централна Алберта. Налази се на деоници локалног пута 22 на 133 км југозападно од административног центра провинције града Едмонтона. 
Насеље је све до открића нафте 1953. било ретко насељено и забачено. У то доба главне привредне активности биле су пољопривреда и шумарство. Откриће нафте све је променило. Насеље је већ 1956. добило статус села, а наредне године и статус вароши.
Према резултатима пописа становништва из 2011. у варошици је живело 7.049 становника у 2.899 домаћинстава, 
што је за 2,3% више у односу на попис из 2006. када су регистрована 6.893 становника.
Најважнији извори прихода вароши и околине долазе из експлоатације богатих налазишта нафте и природног гаса, а развијено је и ратарство и шумарство (велика пилана отворена је 2007). 

## Становништво
| 2006. | 2011. |
| ----- | ----- |
| 6.893 | 7.049 |